# Chomelia venulosa
Chomelia venulosa là một loài thực vật có hoa trong họ Thiến thảo. Loài này được W.C.Burger & C.M.Taylor mô tả khoa học đầu tiên năm 1993.